# Campeonato Sudamericano de Voleibol Femenino Sub-20 de 1996
La XIII edición del Campeonato Sudamericano de Voleibol Femenino Sub-20 se llevó a cabo del 23 al 29 de septiembre en el departamento de Caracas, Venezuela. Los equipos nacionales compitieron por un cupo para el Campeonato Mundial de Voleibol Femenino Sub-20 de 1997 a realizarse en Polonia. 

## Campeón
| Brasil           |
| Campeón          |
| Brasil 9º título |

## Clasificación final
| Pos | Equipo    |
| --- | --------- |
| 1   | Brasil    |
| 2   | Argentina |
| 3   | Perú      |
| 4   | Colombia  |
| 5   | Venezuela |
| 6   | Uruguay   |
| 7   | Chile     |
| 8   | Bolivia   |

| Predecesor: Colombia 1994 | Campeonato Sudamericano de Voleibol Femenino Sub-20 Venezuela 1996 | Sucesor: Argentina 1998 |

- Datos: Q2948984